# Крагерё
Крагерё (норв. Kragerø) — коммуна в губернии Телемарк в Норвегии. Административный центр коммуны — город Крагерё. Официальный язык коммуны — нейтральный. Население коммуны на 2007 год составляло 10 614 чел. Площадь коммуны Крагерё — 305,66 км², код-идентификатор — 0815.

## История населения коммуны
Население коммуны за последние 60 лет.

Статистика коммуны Крагерё